# Archiac
Archiac est une commune du Sud-Ouest de la France située dans le département de la Charente-Maritime, en région Nouvelle-Aquitaine.

## Géographie
La commune d'Archiac se situe dans le sud du département de la Charente-Maritime, dans l'ancienne province de Saintonge. Appartenant au Midi de la France — on parle plus précisément de « Midi atlantique », elle est partie intégrante du Grand Sud-Ouest français, et est parfois également incluse dans un Grand Ouest aux contours plus flous.

### Communes limitrophes
|                 | Saint-Palais-du-Né (Charente) |              |
| Sainte-Lheurine | Archiac                       | Saint-Eugène |
|                 | Arthenac                      |              |

## Urbanisme

### Typologie
Au 1er janvier 2024, Archiac est catégorisée commune rurale à habitat dispersé, selon la nouvelle grille communale de densité à 7 niveaux définie par l'Insee en 2022.
Elle est située hors unité urbaine et hors attraction des villes,.

### Occupation des sols
L'occupation des sols de la commune, telle qu'elle ressort de la base de données européenne d’occupation biophysique des sols Corine Land Cover (CLC), est marquée par l'importance des territoires agricoles (81,4 % en 2018), en diminution par rapport à 1990 (89,1 %). La répartition détaillée en 2018 est la suivante : 
cultures permanentes (45,2 %), zones agricoles hétérogènes (24,4 %), zones urbanisées (18,6 %), terres arables (11,8 %). L'évolution de l’occupation des sols de la commune et de ses infrastructures peut être observée sur les différentes représentations cartographiques du territoire : la carte de Cassini (XVIIIe siècle), la carte d'état-major (1820-1866) et les cartes ou photos aériennes de l'IGN pour la période actuelle (1950 à aujourd'hui).

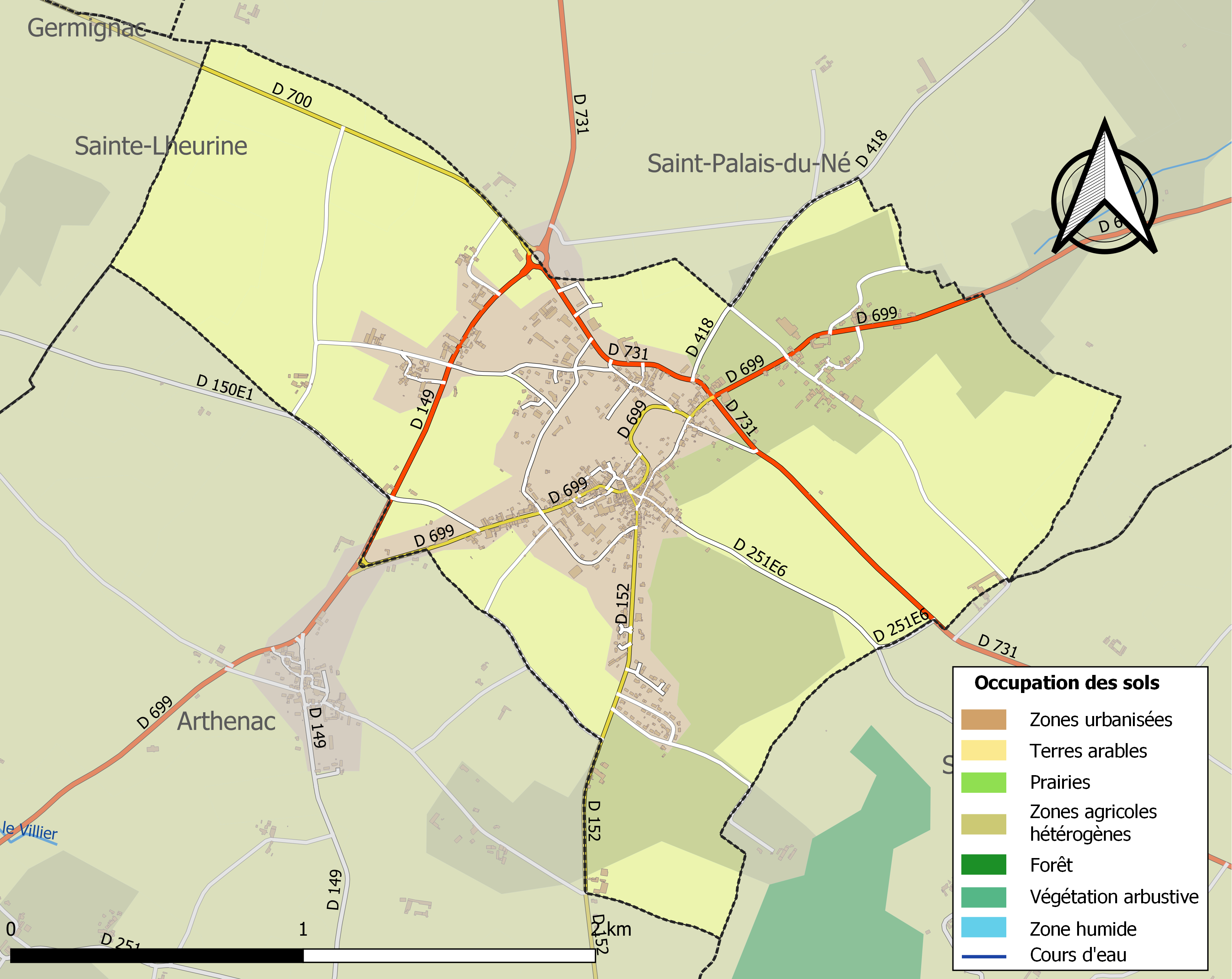
Carte des infrastructures et de l'occupation des sols de la commune en 2018 (CLC).

### Risques majeurs
Le territoire de la commune d'Archiac est vulnérable à différents aléas naturels : météorologiques (tempête, orage, neige, grand froid, canicule ou sécheresse), mouvements de terrains et séisme (sismicité faible). Il est également exposé à un risque technologique, le transport de matières dangereuses. Un site publié par le BRGM permet d'évaluer simplement et rapidement les risques d'un bien localisé soit par son adresse soit par le numéro de sa parcelle.

#### Risques naturels

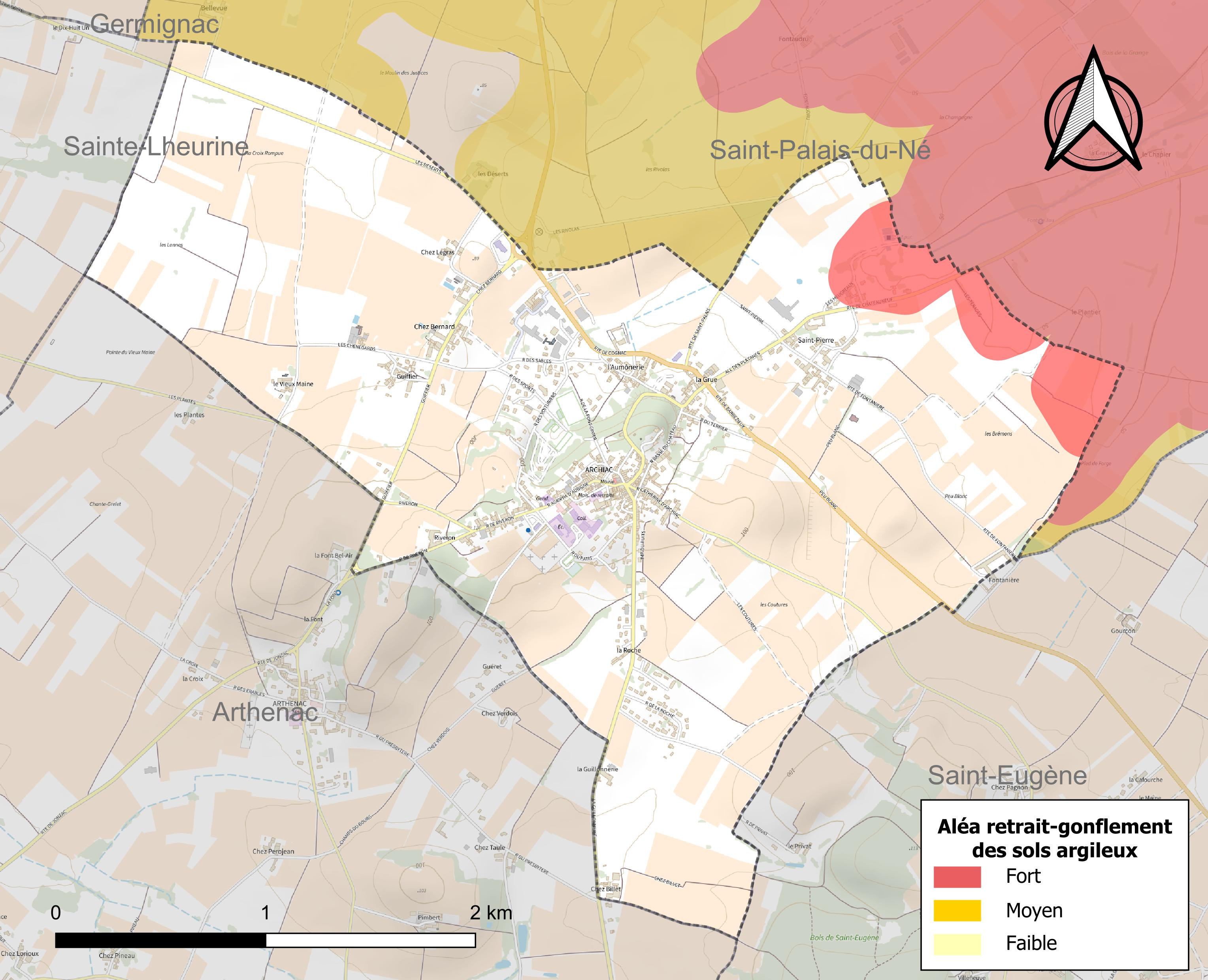
Carte des zones d'aléa retrait-gonflement des sols argileux d'Archiac.

Les mouvements de terrains susceptibles de se produire sur la commune sont des tassements différentiels.
Le retrait-gonflement des sols argileux est susceptible d'engendrer des dommages importants aux bâtiments en cas d’alternance de périodes de sécheresse et de pluie. 5 % de la superficie communale est en aléa moyen ou fort (54,2 % au niveau départemental et 48,5 % au niveau national). Sur les 416 bâtiments dénombrés sur la commune en 2019, 11 sont en aléa moyen ou fort, soit 3 %, à comparer aux 57 % au niveau départemental et 54 % au niveau national. Une cartographie de l'exposition du territoire national au retrait gonflement des sols argileux est disponible sur le site du BRGM,.
Par ailleurs, afin de mieux appréhender le risque d’affaissement de terrain, l'inventaire national des cavités souterraines permet de localiser celles situées sur la commune.
La commune a été reconnue en état de catastrophe naturelle au titre des dommages causés par les inondations et coulées de boue survenues en 1982, 1999 et 2010. Concernant les mouvements de terrains, la commune a été reconnue en état de catastrophe naturelle au titre des dommages causés par la sécheresse en 2003, 2005 et 2011 et par des mouvements de terrain en 1999 et 2010.

#### Risques technologiques
Le risque de transport de matières dangereuses sur la commune est lié à sa traversée par une ou des infrastructures routières ou ferroviaires importantes ou la présence d'une canalisation de transport d'hydrocarbures. Un accident se produisant sur de telles infrastructures est susceptible d’avoir des effets graves sur les biens, les personnes ou l'environnement, selon la nature du matériau transporté. Des dispositions d’urbanisme peuvent être préconisées en conséquence.

## Toponymie
Attesté sous la forme Archiaco au XIe siècle.
Du nom d'un domaine gallo-romain portant le nom du propriétaire Arricius augmenté du suffixe -acum.

## Histoire
Dès le règne de Charlemagne, Archiac était le siège d'une viguerie.[réf. nécessaire]
Lors de l'enlèvement d'Emma, femme du seigneur de Cognac, par le seigneur de Barbezieux au XIe siècle, le seigneur d'Archiac leur donne asile ; le château fut attaqué, pris et brûlé.
En 1219, le seigneur est Guillaume d'Archiac. Durant la guerre de Cent Ans, le château est pris et repris, puis, devenu repaire de brigands anglo-gascons, repris et démoli.
Archiac appartenait au comté d'Angoulême jusqu'en 1243, puis à nouveau à partir de 1352 (à la demande de Charles d'Espagne).
En mai 1609, la baronnie d'Archiac est érigée en marquisat en faveur d'Henri de Bourdeilles, sénéchal et gouverneur du Périgord, fait chevalier du Saint-Esprit en 1619.
Il a été interdit d'exercer aux ministres du culte protestant Jacques Fontaines et Jean Hoummeau, et le temple est démoli en 1673.

## Politique et administration

### Liste des maires
| Période                                  | Période  | Identité             | Étiquette    | Qualité                                 |
| ---------------------------------------- | -------- | -------------------- | ------------ | --------------------------------------- |
| Les données manquantes sont à compléter. |          |                      |              |                                         |
| 1989                                     | 1995     | Jacques Dusaud       | DVD          | Pharmacien                              |
| 1995                                     | 2008     | François Robin       | DVD puis UMP | Docteur vétérinaire, conseiller général |
| 2008                                     | 2014     | Carole Blanchard     |              |                                         |
| 2014                                     | 2020     | Didier Braud         |              | Agriculteur                             |
| 2020                                     | 2023     | Maurice Gonzalez     |              |                                         |
| 2023                                     | En cours | Suzy Cosson Descubes |              |                                         |

## Démographie
Ses habitants sont appelés les Archiacais.

### Évolution démographique
L'évolution du nombre d'habitants est connue à travers les recensements de la population effectués dans la commune depuis 1793. Pour les communes de moins de 10 000 habitants, une enquête de recensement portant sur toute la population est réalisée tous les cinq ans, les populations de référence des années intermédiaires étant quant à elles estimées par interpolation ou extrapolation. Pour la commune, le premier recensement exhaustif entrant dans le cadre du nouveau dispositif a été réalisé en 2004.

En 2022, la commune comptait 762 habitants, en évolution de −1,04 % par rapport à 2016 (Charente-Maritime : +4,04 %, France hors Mayotte : +2,11 %).
| 1793  | 1800  | 1806  | 1821  | 1831 | 1836 | 1841  | 1846  | 1851  |
| ----- | ----- | ----- | ----- | ---- | ---- | ----- | ----- | ----- |
| 1 427 | 1 533 | 1 558 | 1 691 | 925  | 965  | 1 002 | 1 066 | 1 124 |

| 1856  | 1861  | 1866  | 1872  | 1876  | 1881  | 1886  | 1891 | 1896 |
| ----- | ----- | ----- | ----- | ----- | ----- | ----- | ---- | ---- |
| 1 148 | 1 263 | 1 227 | 1 172 | 1 178 | 1 110 | 1 097 | 974  | 927  |

| 1901 | 1906 | 1911 | 1921 | 1926 | 1931 | 1936 | 1946 | 1954 |
| ---- | ---- | ---- | ---- | ---- | ---- | ---- | ---- | ---- |
| 855  | 874  | 802  | 728  | 805  | 793  | 779  | 750  | 737  |

| 1962 | 1968 | 1975 | 1982 | 1990 | 1999 | 2004 | 2006 | 2009 |
| ---- | ---- | ---- | ---- | ---- | ---- | ---- | ---- | ---- |
| 813  | 856  | 890  | 868  | 837  | 864  | 823  | 815  | 812  |

| 2014 | 2019 | 2022 | - | - | - | - | - | - |
| ---- | ---- | ---- | - | - | - | - | - | - |
| 762  | 782  | 762  | - | - | - | - | - | - |

### Pyramide des âges
La population de la commune est relativement âgée.
En 2018, le taux de personnes d'un âge inférieur à 30 ans s'élève à 27,9 %, soit en dessous de la moyenne départementale (29 %). À l'inverse, le taux de personnes d'âge supérieur à 60 ans est de 39,1 % la même année, alors qu'il est de 34,9 % au niveau départemental.
En 2018, la commune comptait 357 hommes pour 420 femmes, soit un taux de 54,05 % de femmes, légèrement supérieur au taux départemental (52,15 %).
Les pyramides des âges de la commune et du département s'établissent comme suit.
| Hommes | Classe d’âge | Femmes |
| ------ | ------------ | ------ |
| 1,7    | 90 ou +      | 6,6    |
| 11,1   | 75-89 ans    | 15,6   |
| 21,7   | 60-74 ans    | 20,8   |
| 19,2   | 45-59 ans    | 18,0   |
| 16,4   | 30-44 ans    | 12,8   |
| 12,8   | 15-29 ans    | 12,3   |
| 17,0   | 0-14 ans     | 14,0   |

| Hommes | Classe d’âge | Femmes |
| ------ | ------------ | ------ |
| 1,1    | 90 ou +      | 2,6    |
| 10,1   | 75-89 ans    | 12,6   |
| 22     | 60-74 ans    | 23,2   |
| 20,1   | 45-59 ans    | 19,7   |
| 16,1   | 30-44 ans    | 15,6   |
| 15,2   | 15-29 ans    | 12,7   |
| 15,4   | 0-14 ans     | 13,6   |

### Remarques
Archiac a cédé Arthenac en 1831.

## Économie

### Agriculture
La viticulture est une ressource économique importante de la commune, qui est située en Petite Champagne, dans la zone d'appellation d'origine contrôlée du cognac.

## Culture locale et patrimoine

### Lieux et monuments
- L'église paroissiale Saint-Pierre actuelle a été édifiée au XVIIe siècle à partir d'un temple calviniste[25]. Elle a été précédée à l'époque médiévale, par deux églises qui sont mentionnées comme « Saint-Martin au château » et « Saint-Pierre ». Cette première église Saint-Pierre, située dans le quartier du même nom fut saccagée en 1570 pendant la troisième guerre de Religion[25]. L'église paroissiale possède un fragment de sculpture datant du Moyen Âge et représentant une tête mitrée qui a été classée monument historique au titre objet le 8 mars 1994[26].
- Dolmen près de Lavaure.[réf. nécessaire]
- Tour partiellement restaurée de l'ancien château, au sommet de la colline. Aujourd'hui disparu, le château du IXe siècle, réparé au XIe siècle, fut détruit pendant la Révolution. Il comportait les chapelles Notre-Dame et Saint-Martin.[réf. nécessaire]
- La Maison de la vigne et des saveurs[27].
- Le château Bernier avec son parc à l'anglaise, en face de la mairie, est une villa bourgeoise privée construite en 1914, non loin de l'emplacement de l'ancien château[28].

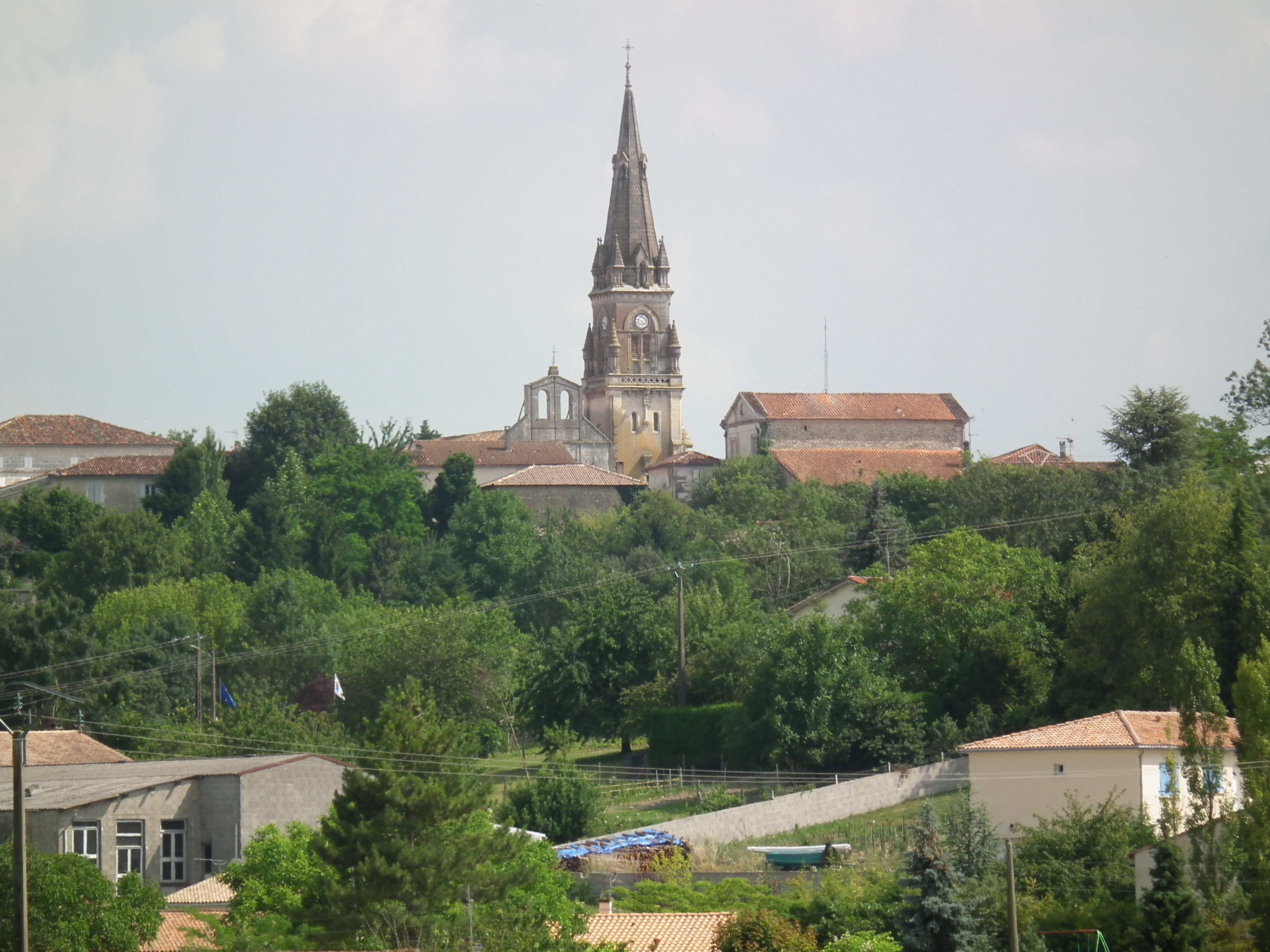
Vue générale de la commune.
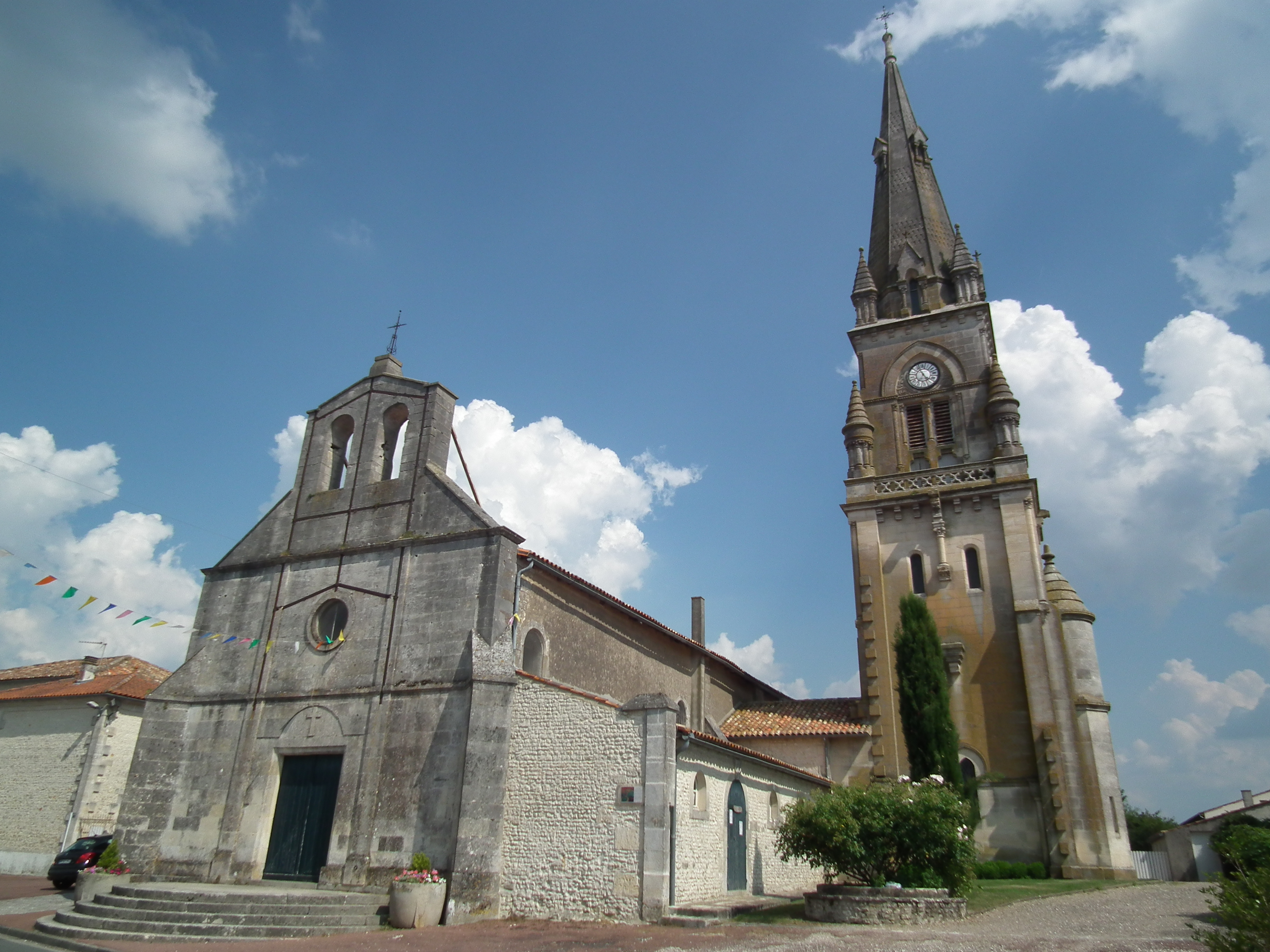
Église Saint-Pierre.
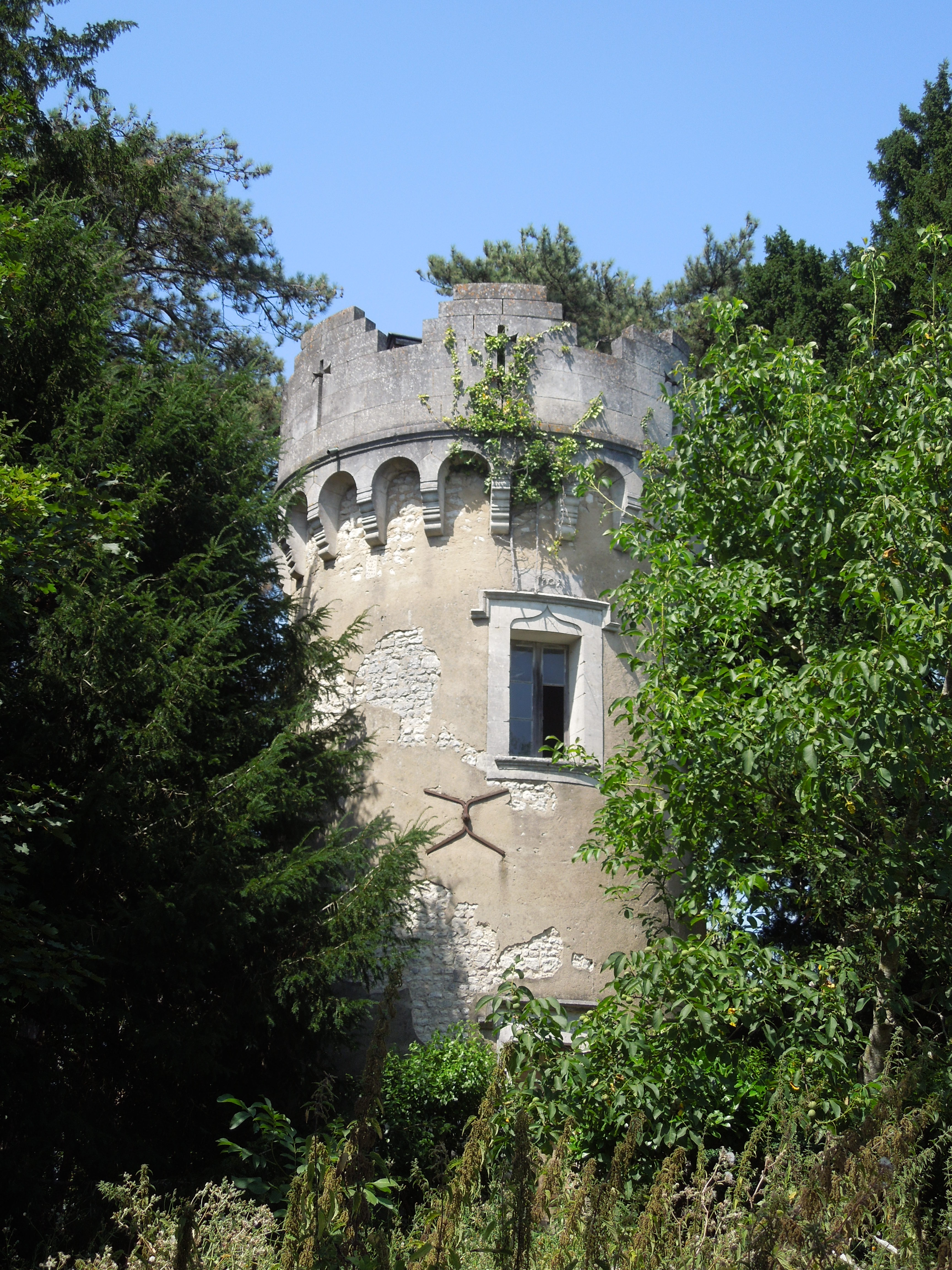
La tour de l'ancien château.
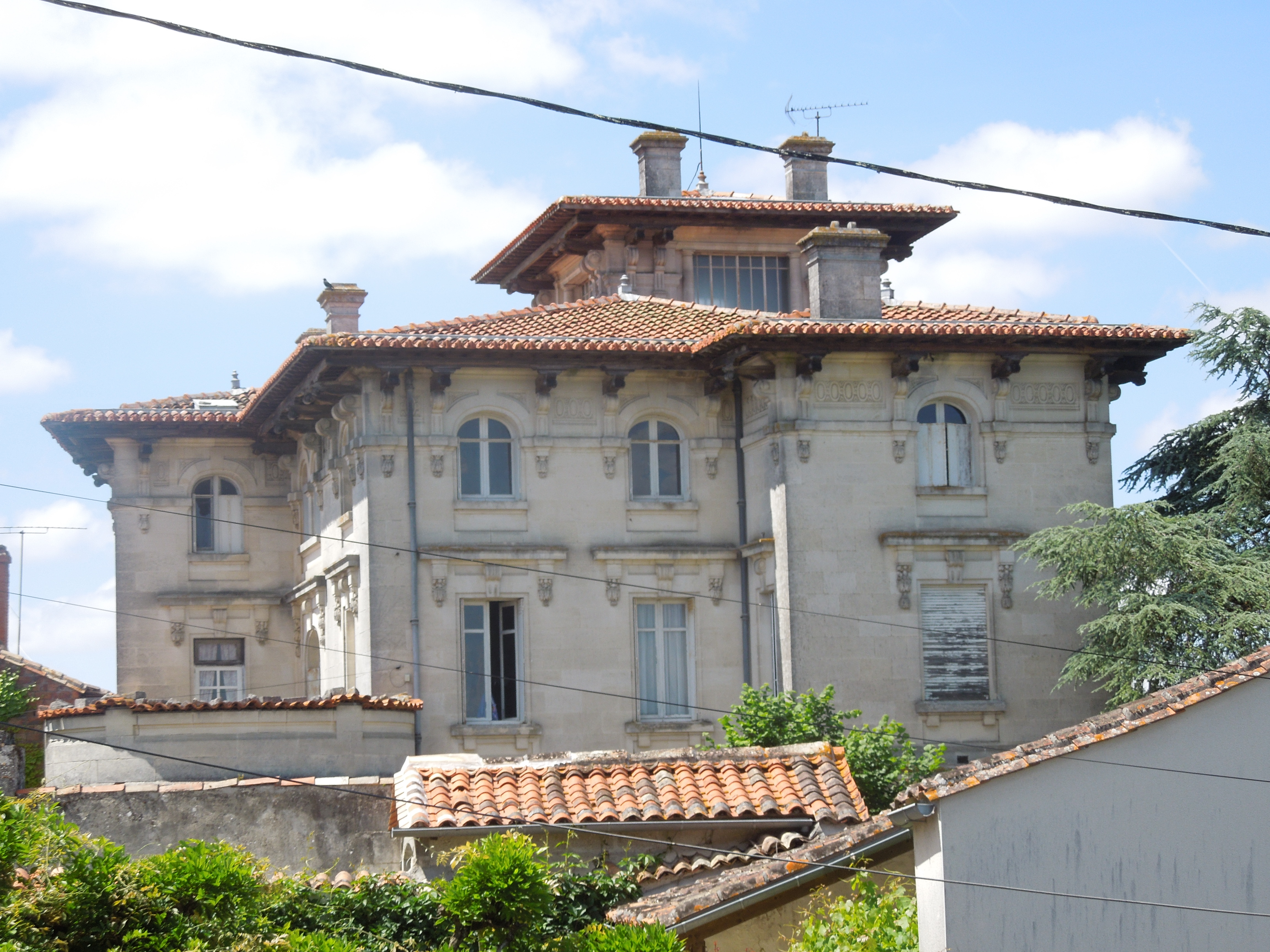
Château Bernier.

### Personnalités liées à la commune
Archiac est le lieu de naissance du cardinal Simon d'Archiac (XIVe siècle).

### Héraldique
| Blason | Blasonnement : De gueules aux deux pals de vair, au chef d’or. |

### Archiac dans la littérature
« L’Evesque de Xaintes a fait un trait de bon Pasteur : quatre gueux ayant contrefaict les aveugles allerent prescher leur guerison par une source nouvellement trouvee à Sainte Lurine prés Archiac : le miracle print si bien feu que des paroisses de six lieues environ on y porta en deux mois prés de deux mille charretés de pierres, l’Evesque alla sur le lieu et ayant faict enqueste, contraignit chacun de remporter sa pierre. ».